# Claudio Suárez
Luis Claudio Suárez Sánchez (Texcoco, 17 de dezembro de 1968) é um ex-futebolista mexicano, que atuava como zagueiro. Mede 1,81m de altura e é conhecido por El Emperador ("O Imperador").

## Carreira

### Clubes
Suárez iniciou a carreira em 1988, no Pumas UNAM. Com a camisa dos Universidad, jogou 204 partidas e marcou 19 gols, vencendo o Campeonato Mexicano de 1990-91.
Passou ainda pelo Chivas Guadalajara (144 jogos e 10 gols) e pelo Tigres UANL (143 partidas e 16 gols marcados).
Em 2006, disputou sua primeira temporada pelo Chivas USA na MLS, marcou 6 gols e fez uma assistência. Na temporada seguinte, participou de 25 partidas, com 3 gols marcados[carece de fontes?]. Em 2009, aos 40 anos, parou de atuar profissionalmente. Voltou em 2010 para defender o Carolina Railhawks num amistoso contra o Pumas Morelos.

## Seleção Mexicana
Entre 1992 e 2006, Suárez é o atleta que mais vezes jogou pela Seleção Mexicana, com 178 partidas disputadas e seis gols marcados.[carece de fontes?] Por La Tri, disputou três Copas do Mundo: 1994, 1998 e 2006, além das Olimpíadas de 1996. O título mais relevante de sua carreira internacional foi a Copa das Confederações de 1999.
Não convocado para a Copa de 2002 em decorrência de uma lesão, o zagueiro ainda perdeu espaço durante a passagem do argentino Ricardo La Volpe, que chegou a levá-lo para disputar a edição seguinte, na Alemanha, porém disputou apenas um jogo, contra a Holanda. Suárez já havia confirmado que a Copa de 2006 foi, além de ter sido  a quarta de sua carreira, foi a última competição oficial dele pela Seleção do México.

## Clubes
- Pumas UNAM- 1988 - 1996
- Chivas Guadalajara - 1996 - 1999
- Tigres UANL- 1999 - 2005
- Chivas USA - 2006 - 2009

## Principais Títulos
- Seleção Mexicana de Futebol: Copa das Confederações (1999); Copas Ouro (1993, 1996, 1998)
- Pumas UNAM: Copa dos Campeões da Concacaf (1989); Campeonatos Mexicano (1991)
- Chivas Guadalajara: Campeonato Mexicano (1997)